# آرنولت هوبنر
آرنولت هوبنر (به آلمانی: Arnold Huebner) (۱۴ ژوئن ۱۹۱۹–۱ فوریه ۱۹۸۱) سرباز آلمانی در دوره رایش سوم در جریان جنگ جهانی دوم بود که نشان عالی صلیب شوالیه صلیب آهنین را دریافت کرد.

## زندگی
آرنولت هوبنر روز ۱۴ ژوئن سال ۱۹۱۹ در ستسوبین در پوزن زاده شد. پدرش آموزگار مدرسه بود که با درجه ستوان دوم در جنگ جهانی اول خدمت و هر دو درجه نشان صلیب شوالیه را دریافت کرده بود. آرنولت پس از پایان دوران تحصیل در مدرسه هیندنبورک، خدمت اجباری خود را ماه آوریل سال ۱۹۳۹ در سازمان خدمات کار رایش آغاز کرد. پس از پنج ماه به لوفت‌وافه منتقل شد و در گروهان ۱۳ ساخت‌وساز قرار گرفت. با آغاز جنگ جهانی دوم، با این یگان و دیگر یگان‌های ساخت‌ساز نیروی هوایی در کارزار لهستان خدمت کرد. هوبنر روز ۱۲ آوریل سال ۱۹۴۰ به قوای ضدهوایی منتقل شد. ماه سپتامبر سال ۱۹۴۰ به درجه سرباز دوم ترفیع گرفت و به آتشبار ۳ گردان ۱ هنگ ۳۳ ضدهوایی تخصیص یافت. مابقی سال ۱۹۴۰ و اوایل سال ۱۹۴۱ در هلند مستقر بود. یک دوره کوتاه آموزشی را در مدرسه حرفه‌ای تسلیحات در هاله گذراند. پیش از انتقال آن به شمال آفریقا، به عنوان هدف‌گیر توپ به یگان خود بازگشت.
هوبنر در آفریقا در حمله موفق به بریقه شرکت داشت. در یک تشویقی جمعی، به جهت نقش یگانش در درگیری‌های اطراف اجدابیه، روز ۲۵ مه سال ۱۹۴۱ نشان درجه ۲ صلیب آهنین را دریافت کرد. هوبنر و یگانش روز ۱۶ ژوئن در جریان تهاجم بتل اکس بریتانیایی‌ها در ناحیه السلوم، در یک تپه صخره‌ای کلیدی منطقه عمومی تنگه حَلفَیا مستقر بود. این موضع زیر آتش سنگین توپخانه دشمن و سپس حمله تانک‌های ماتیلدا ۲ قرار گرفت. آلمانی‌ها با به‌کارگیری توپ فلاک ۸۸ در نقش ضدزره، هشت تانک بریتانیایی را در این منهدم و دشمن را وادار به عقب‌نشینی کردند. هوبنر جزو کسانی بود که به سبب عملکردش در این درگیری‌ها توصیه به دریافت نشان درجه ۱ صلیب آهنین شد. این توصیه تأیید و روز ۵ ژوئیه سال ۱۹۴۱ نشان درجه ۱ صلیب آهنین به هوبنر اعطا گردید. او همچنین روز ۲۰ اوت نشان رزمی ضدهوایی را دریافت کرد.
گردان ضدهوایی او اواخر ماه دسامبر سال ۱۹۴۱ به لشکر بیست و یکم زرهی ملحق شد. این لشکر در مقابل عملیات کروسِیدر بریتانیایی‌ها در اطراف بردیا در موضع دفاعی بود. این‌جا هم هوبنر عملکرد متمایزی داشت. او با تیراندازی دقیق هشت تانک دشمن را منهدم کرد و شمار قربانی‌های خود را مجموعاً ۲۴ مورد رساند. گزارش این عملکرد به اطلاع ارتشبد اروین رومل رسید و او توصیه به اعطای نشان صلیب شوالیه صلیب آهنین به هوبنر و یکی از هم‌رزمانش کرد. گردان ماه فوریه سال ۱۹۴۲ برای استراحت و بازسازی به آلمان بازگشت. در این حال توصیه رومل تأیید و نشان عالی صلیب شوالیه صلیب آهنین روز ۷ مارس سال ۱۹۴۲ در پادگان یگان در لایپتسیش به هوبنر اعطا شد. او نخستین سرباز وظیفه در آفریکاکور بود که این نشان را دریافت می‌کرد. هوبنر روز ۱ ژوئن سال ۱۹۴۲ به درجه سرباز یکم ترفیع گرفت و مدت کوتاهی بعد برای گذراندن دوره آموزش درجه‌داری به دانشکده ضدهوایی فرستاده شد.
هوبنر پس از اتمام دوره آموزشی به یگان خود که هم‌اینک عنوان «موتوریزه» به خود گرفته بود، بازگشت. در شمال دچار بیماری گرمسیری شد و چند ماه در بیمارستان بستری بود. هوبنر روز ۱ فوریه سال ۱۹۴۳ به درجه سرجوخه ترفیع گرفت و پس از بهبودی، در یگان ۶۹۷ آموزش ضدهوایی مربی شد. روز ۱ آوریل سال ۱۹۴۴ به درجه گروهبان ترفیع گرفت و دوباره وارد رزم‌گاه این بار در جبهه غربی و برابر پیاده‌سازی نیروهای متفقین در نرماندی، شد. از ماه اکتبر سال ۱۹۴۴ دوره آموزشی فنی دیگری را به عنوان نامزد افسری در دانشکده جنگ در کیتسینگن گذراند. پس از پایان دوره در یگان ۳۹ جایگزینی ضدهوایی در کوبلنتس قرار گرفت. هوبنر روز ۱ مه سال ۱۹۴۵، تنها یک ماه پیش از پایان جنگ، با درجه ستوان دوم به سلک افسران درآمد.
هوبنر مدت کوتاهی در اسارت آمریکایی‌ها بود اما ماه ژوئن همان سال ۱۹۴۵ آزاد شد. پس از جنگ به عنوان برق‌کار مشغول به کار شد. آرنولت هوبنر در نهایت روز ۱ فوریه سال ۱۹۸۱ در سن ۶۱ سالگی در گلزنکیرشن درگذشت.